# Ayuntamiento de Calais
El ayuntamiento de Calais (en francés: Hôtel de ville de Calais) es la sede del ayuntamiento de la localidad francesa de Calais situada en el departamento del Paso de Calais (del cual es una subprefectura y la ciudad más poblada), de la región de Alta Francia. El edificio fue designado monumento histórico por el gobierno francés en 2003 y su campanario, realizado en ladrillo rojo y piedra caliza blanca de 72 metros de altura, fue incluido, en 2005, en el grupo de Campanarios municipales de Bélgica y Francia, declarados Patrimonio de la Humanidad por la Unesco en 1999.

## Historia
Un antiguo ayuntamiento, situado en el Viejo Calais, fue encargado por el rey Francisco II, como lugar de reunión de los comerciantes de la villa, en 1559.
En 1885, el Viejo Caláis, que tenía su centro en torno a la iglesia Notre Dame en el lado norte del Canal de Calais, se fusionó con Saint-Pierre, que tenía su centro en torno a la iglesia Saint-Pierre en el lado sur del Canal de Calais. Esto dio lugar a la demanda de un nuevo ayuntamiento que atendiera a las necesidades burocráticas de ambos distritos. El lugar elegido por el ayuntamiento estaba en la zona entre las dos localidades, una zona conocida como la «llanura del Sahara», debido a que en esa época estaba completamente cubierta de dunas de arena.
Las obras del nuevo edificio comenzaron en 1912, pero se interrumpieron temporalmente durante la Primera Guerra Mundial. El nuevo ayuntamiento fue diseñado por Louis Debrouwer de Dunkerque en los estilos renacentista y flamenco, construido en ladrillo rojo de Cortrique, piedra caliza blanca y hormigón armado, y se terminó en 1923.
El diseño incluía una fachada principal asimétrica orientada al oeste hacia la Place du Soldat Inconnu, también incluía  un campanario, de 72 metros de altura, al norte del edificio, un tramo de conexión empotrada y un bloque principal, de seis arcos al sur. El campanario fue diseñado en forma de llama. El cuerpo principal presenta una puerta de medio punto en el tramo central. El edificio está fenestrado por una serie de ventanas de cabeza redonda en la planta baja, por ventanas con parteluces y travesaños de cabeza cuadrada en el primer piso y por tres altas ventanas abuhardilladas en el piso superior. Además, hay tres filas de ventanales abuhardillados más pequeños, de tamaño decreciente, que sobresalen del tejado de pizarra. El edificio se inauguró oficialmente el 12 de abril de 1925.
En 2003, fue designado monumento histórico por el gobierno francés y, en 2005, su campanario fue añadido al grupo de Campanarios municipales de Bélgica y Francia, declarados Patrimonio de la Humanidad por la Unesco.
Las obras de arte dentro del edificio incluyen vidrieras que representaban la liberación de Calais por Francisco, duque de Guisa en 1558, y un tapiz de Jeanne Thil que representaba a Les bourgeois de Calais ("Los burgueses de Calais"). El tapiz representa a los seis ciudadanos destacados de la ciudad que fueron capturados por Eduardo III de Inglaterra después del asedio de Calais (1346-1347) durante la Guerra de los Cien Años. Delante del edificio hay una escultura de Auguste Rodin, que también representa a «Los burgueses de Calais».